# Maryna Linčuk
Maryna Linčuk (Марына Лінчук in alfabeto cirillico) (Minsk, 4 settembre 1987) è una top model bielorussa.
Rientra nel gruppo delle modelle dell'Est di "seconda generazione" nate negli anni ottanta, principalmente russe, bielorusse, ucraine e rumene dopo quelle "apripista" di "prima generazione" nate dal ' 65 all'80 e per lo più slovacche, ceche ed estoni.

## Biografia
Figlia di commercianti di pelletteria, comincia la propria carriera di modella prima a Minsk e poi a Mosca, firmando un contratto con la IQ Models. Nel 2006 firma un ulteriore contratto con l'agenzia DNA Models e, dopo aver posato per un servizio editoriale dell'edizione greca di Harper's Bazaar e la sua primissima apparizione su una copertina della celebre rivista Vogue nell'edizione portoghese del novembre 2006, le si spalancano le porte delle passerelle internazionali. Sfila per stilisti del calibro di Givenchy, Dior, Galliano, Yves Saint Laurent, Lanvin, Balmain, Hermès, Blumarine, Gucci, Chanel, Marc Jacobs, Versace, Fendi, Donna Karan, Bottega Veneta, Valentino, Sportmax e moltissimi altri.
È la protagonista di importanti campagne pubblicitarie fra cui quella per Dsquared², Versace, Dior, H&M, Gap e Dolce & Gabbana. Appare su alcune copertine di Vogue e Numéro e nell'agosto del 2007 è su quella di Vogue Italia insieme a Magdalena Frackowiak. La sua fama si accresce ancor di più dal 2008, diventa infatti il volto della campagna pubblicitaria (il cui video è stato diretto da Sofia Coppola) della fragranza Dior "Miss Dior Chérie" per la stagione autunno-inverno e anche per le successive quattro campagne riproposte tra il 2009 e il 2010 fino a quando, nel marzo 2011, viene sostituita dall'attrice Natalie Portman.
Vogue Parigi e Vogue Russia la eleggono ufficialmente Top Model nell'anno 2008, diviene inoltre, insieme a Mat Gordon e la collega argentina Valeria García, testimonial della fragranza Escada "Moon Sparkle". Nello stesso anno sfila per il Victoria's Secret Show negli Stati Uniti, apparendovi costantemente anche gli anni successivi fino al 2011. Nel 2009 collabora con il marchio americano Rag & Bone al progetto di una giacca di pelle che venne poi denominata proprio "Maryna Jacket", commercializzata e dunque distribuita dall'agosto dello stesso anno ad un prezzo pari a $1325,00. Diviene testimonial della campagna primavera-estate del rossetto "Dior Addict Lipcolor".
Maryna è stata nominata una tra le 30 Top Model più influenti del primo decennio del 2000 da Vogue Paris in un articolo il cui nome originale è "les 30 mannequins des années 2000" redatto nel dicembre 2009.
Partecipa alla campagna pubblicitaria di Dolce & Gabbana per la collezione primavera-estate 2011, ispirata alla tradizione femminile siciliana, con le colleghe Alessandra Ambrosio, Isabeli Fontana e Izabel Goulart. Sempre per lo stesso brand, compare nella campagna autunno - inverno 2011. Tra 2011 e 2012 sfila per marchi quali: Oscar de la Renta, Louis Vuitton, D&G, Emanuel Ungaro, Rodarte, Zac Posen, Christian Dior, Ralph Lauren, Diesel, Salvatore Ferragamo, Matthew Williamson, Paul & Joe, John Galliano comparendo, inoltre, sulle copertine di Vogue Germania, Russia, Messico, Giappone e Spagna.

Nel 2012 diventa testimonial della campagna primavera-estate della crema di bellezza Shiseido "White Lucent Serum". Nel 2013 compare negli editoriali di Vogue Beauty Italia e Giappone rispettivamente nei numeri di gennaio e marzo e sugli editoriali di Vogue Cina di agosto e Vogue Paris di novembre oltre che sulla copertina di Vogue Russia di dicembre. Nel febbraio 2014 compare sulla copertina di Allure Russia e su un editoriale per Vogue Spagna nel maggio 2014, ha posato inoltre per la campagna autunnale di Chantelle Lingerie e quella estiva di Chantelle Beachwear. Sempre nel febbraio 2014 viene pubblicato il video musicale Waves del dj e cantante Mr Probz in cui la modella compare come protagonista insieme a James Penfold.

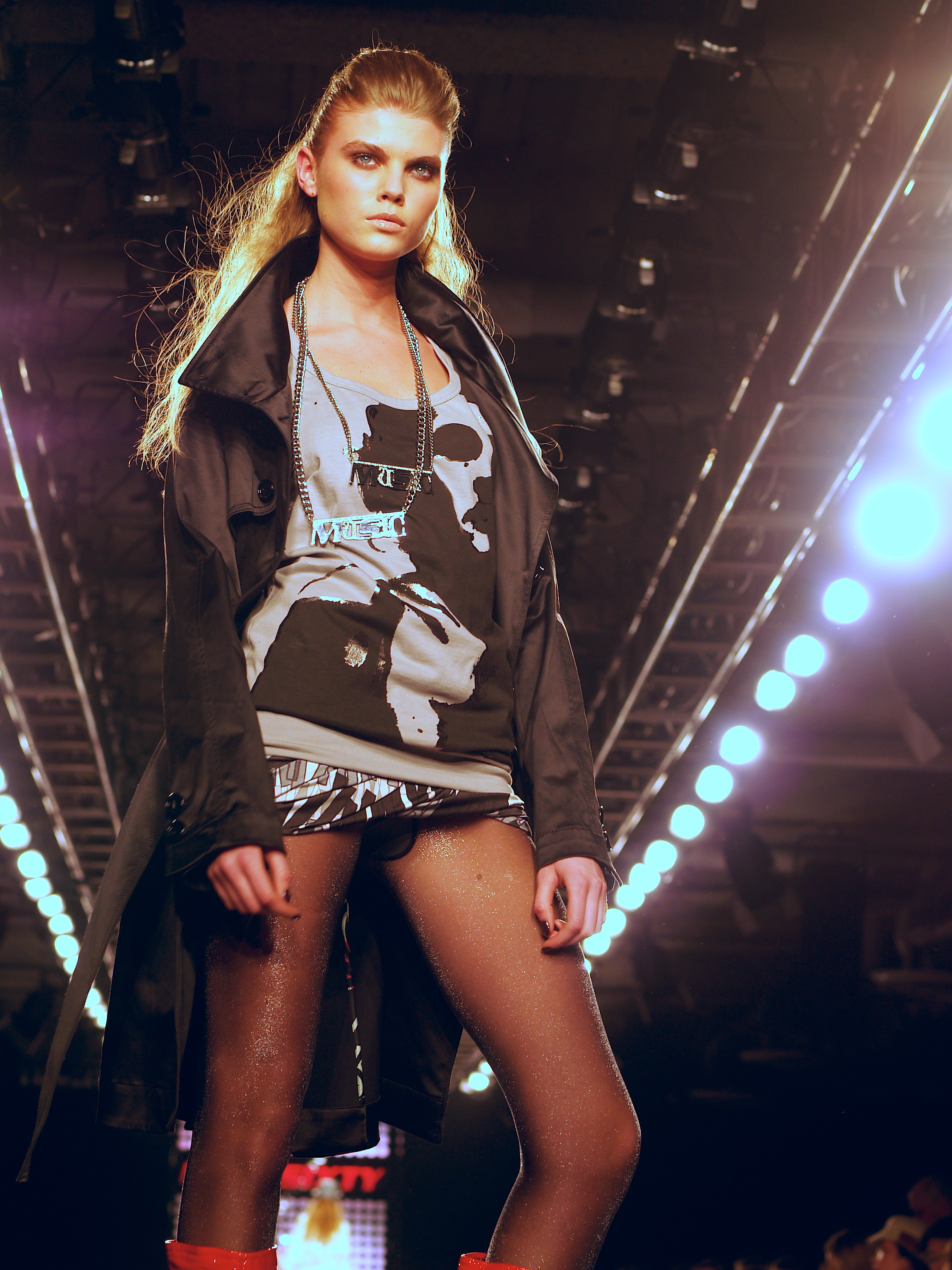

## Vita privata
Vive a New York ed è stata sentimentalmente legata al DJ americano Salvatore Morale fino al 2012, vi ha posato per un editoriale di Allure Russia nel dicembre 2009, uno per Tatler Russia nel febbraio 2010, uno per 25 Magazine (spring 2010) ed uno per Condé Nast Traveller Russia nel numero di novembre 2011. Dal 2012 all'inizio del 2014 ha intrapreso una relazione con l'imprenditore Andrej Rusakov.
È vegetariana, i suoi sport preferiti sono lo yoga, la boxe, lo snowboard e il surf. Parla fluentemente il russo e l'inglese. È molto amica delle colleghe Natasha Poly e Saša Pivovarova.

## Agenzie
- The Lions – New York, Los Angeles
- Oui Management – Parigi
- Why Not Model Management – Milano
- Select Model Management – Londra
- Uno Models – Barcellona
- Modelwerk – Amburgo
- Bravo Models – Tokio